# اکیم، اکسارای
اکیم، اکسارای (به لاتین: Akin, Aksaray) یک منطقهٔ مسکونی در ترکیه است که در استان آق‌سرای واقع شده‌است.